# Life for the Taking
Life for the Taking é o segundo álbum do cantor e compositor americano Eddie Money, lançado em 1978. Chegou à 17.ª posição no Billboard Top 200.

## Lista de faixas
1. Life for the Taking (Money) – 4:48
2. Can't Keep a Good Man Down (Money-Alexander-Solberg) – 3:40
3. Nightmare (Money-Lyon) – 4:23
4. Gimme Some Water (Money) – 3:38
5. Rock & Roll the Place (Money-Lyon) – 3:05
6. Maybe I'm a Fool (Money-Chiate) – 3:05
7. Love the Way You Love Me (Money-Howard) – 3:38
8. Maureen (Makaway-Chiate-Solberg) – 3:38
9. Nobody (Money-Lyon) – 4:40
10. Call on Me (Storch-Money) – 6:03

## Singles
- Can't Keep A Good Man Down (1979) #63 US[3]
- Maybe I'm A Fool (1979) #22 US[3]

## Banda
- Eddie Money - vocais
- Jimmy Lyon - guitarra
- Lonnie Turner - contra-baixo
- Alan Pasqua - piano, teclados